# V字手势

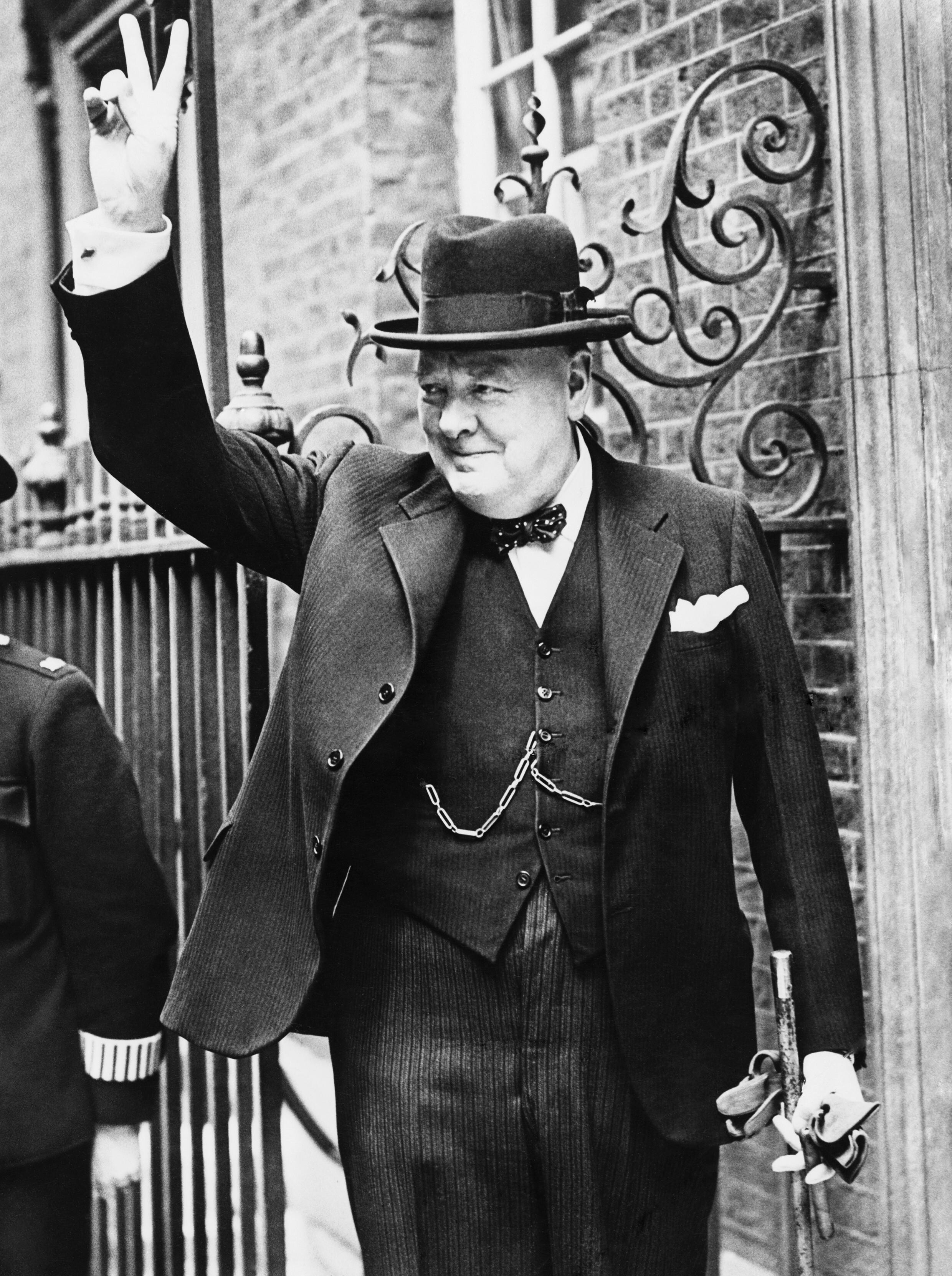
1943年於唐寧街10號官邸前做出V字手勢的英國首相邱吉爾。

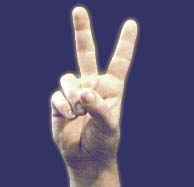
V字手势

V字手勢（Emoji：✌，又称“剪刀手”），手勢的做法除食指及中指豎起外其他手指向手心彎曲。通常，手心向內或外並無區別，但手心向內的手勢在某些西方國家有侮辱的含義。
英國首相邱吉爾於第二次世界大戰帶起V字手勢的風潮。他以V字手勢代表勝利（Victory）的第一個字母「V」，所以又名勝利手勢。
V字手勢在美國1960年代的反越戰時期，“要愛，不要戰爭”遊行中亦被用作表達和平，所以V字手勢亦可以有和平的意思。故又稱和平手勢。

## 用途

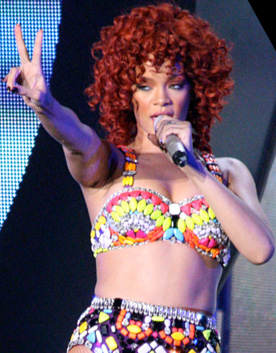
歌手蕾哈娜以V字手勢傳遞和平信息

V字手势的含意會因手的位置而改變。V字手势在不同位置下的含意：
- 若手背朝向作手势者（即手掌朝外），那麼它可以指：
  - 數字二：以非語言的方式表達數量
  - 勝利：在戰爭或競賽的使用。是溫斯頓·丘吉爾使這個意思流行起來的[1]。
  - 和平或朋友：是1960年代的反戰民權運動使這個意思流行起來的。
  - 字母V：在美國手語中使用[3]。
- 若手掌朝向作手势者（即手背朝外），那麼這個V字手势就是一種侮辱。這種用法主要限於澳大利亞、愛爾蘭、紐西蘭、南非和英國[4]。
- V字手势在不同的移動方式下的含意：
  - 彎曲雙手的手指和手掌：表示引号的意思[5]。
  - 作手势者的食指和中指指向自己的眼睛，然後再轉身用食指指著別人：表示「我正在監視你」[6]。
  - 將V字手势由手掌朝外轉至手掌朝內：美國手語中的序數詞“第二”[7]

### 中國大陸、臺灣、香港、韓國等地對V字手勢的使用
早在約1400年前未有任何相機和智能手機拍照時代的唐朝貞觀之治年間，一位曾追随唐太宗的武将的砖室墓壁画中的人物便有作出V字剪刀手手势。除了唐朝貞觀年間出現舉V手勢的璧畫外，尚有在北魏時期開始建做並於唐初完成的龍門石窟。
現今在中國大陸、臺灣、香港、韓國、日本等地，V字手勢是人與人之間拍照時最受歡迎的手勢，年輕一代尤其常用，多被用於非正式或正式的情境中。在臺灣、香港、大陸、韓國、日本，V字手勢通常沒有和平或侮辱的意思；一些人似乎傾向認為此種手勢的意思為「勝利」或「吔」（多數舉V手勢是代表自己感到快樂或者覺得舉V字手勢拍照是可愛的象徵），手掌朝內或手掌朝外的舉V手勢都很常見。

### 日本的V字手勢

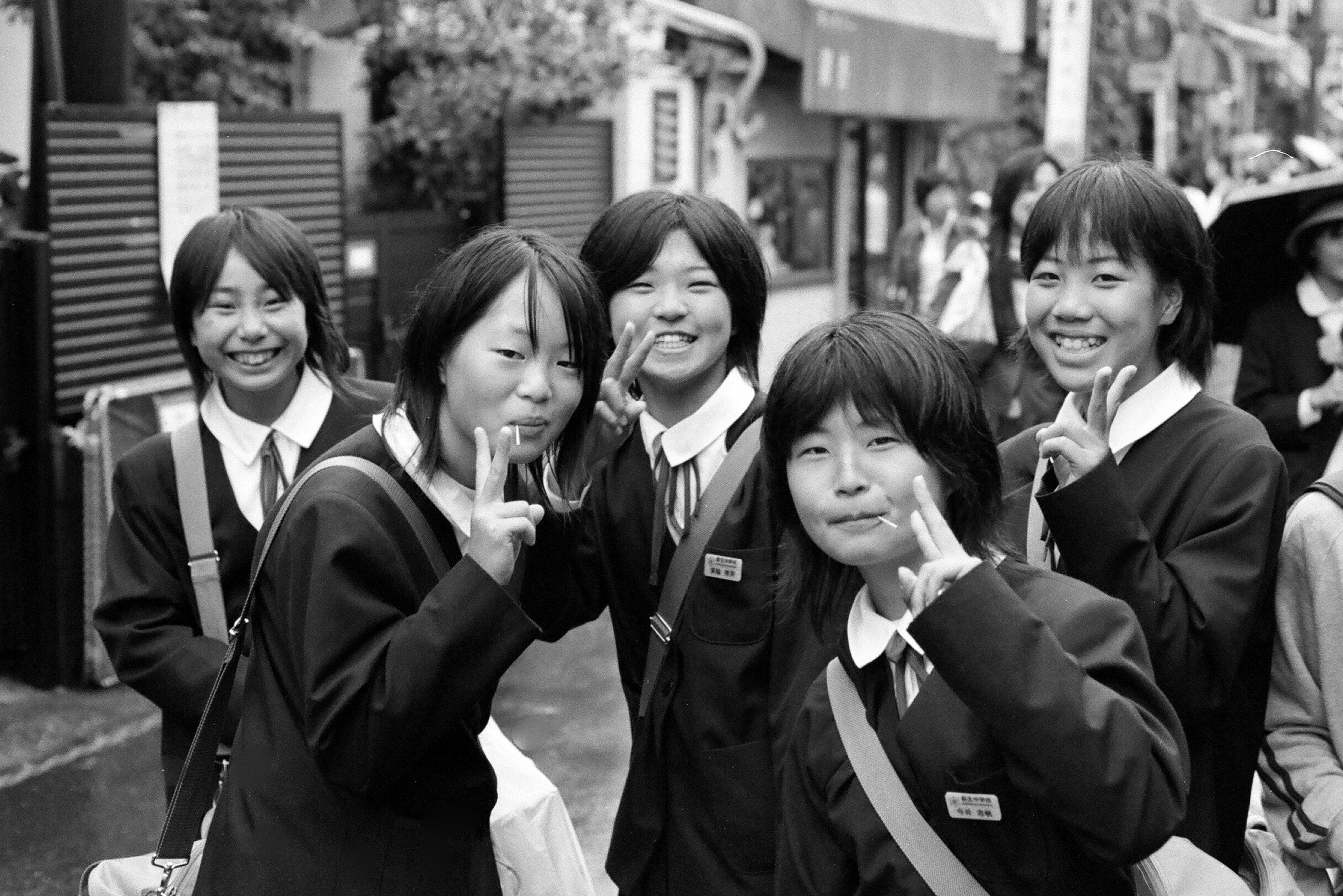
2007年時在鎌倉一群比出V字手勢的女生。

手掌朝外的V字手勢在日本經常用於非正式場合的拍照中，尤其年輕人間更是如此。一說認為這習俗是受1972年冬季奥林匹克运动会時美國花式溜冰選手珍妮特‧琳恩（Janet Lynn）的影響而來的，當時珍妮特‧琳恩在進行自由滑冰的階段（free-skate period）的時候曾一度滑倒，但即便她坐在冰塊上，她依舊繼續保持著微笑。雖然最後珍妮特‧琳恩得到第三名，但她開朗的努力行徑，卻引起了許多日本人的共鳴，琳恩在一夜之間成了日本的外國偶像。做為和平主義運動者，琳恩在接受日本媒體採訪時經常比出V字手勢。儘管在二戰結束後盟軍佔領日本的期間，日本人就已知此V字手勢，但一些日本人認為琳恩是導致V字手勢自1970年代起在日本開始流行的原因。
另近來在日本動漫的一些創作中，左右手同時比出V字手勢的動作有時會與「啊嘿顏」扯上關係。

## 表示勝利或自由的V字手势

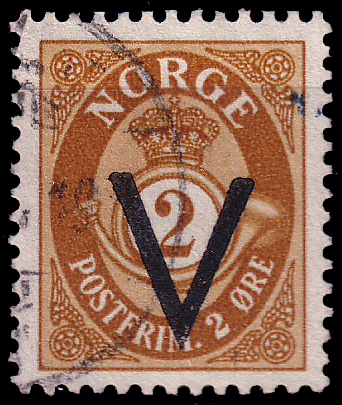
1941年8月以字母「V」表示勝利的挪威郵票

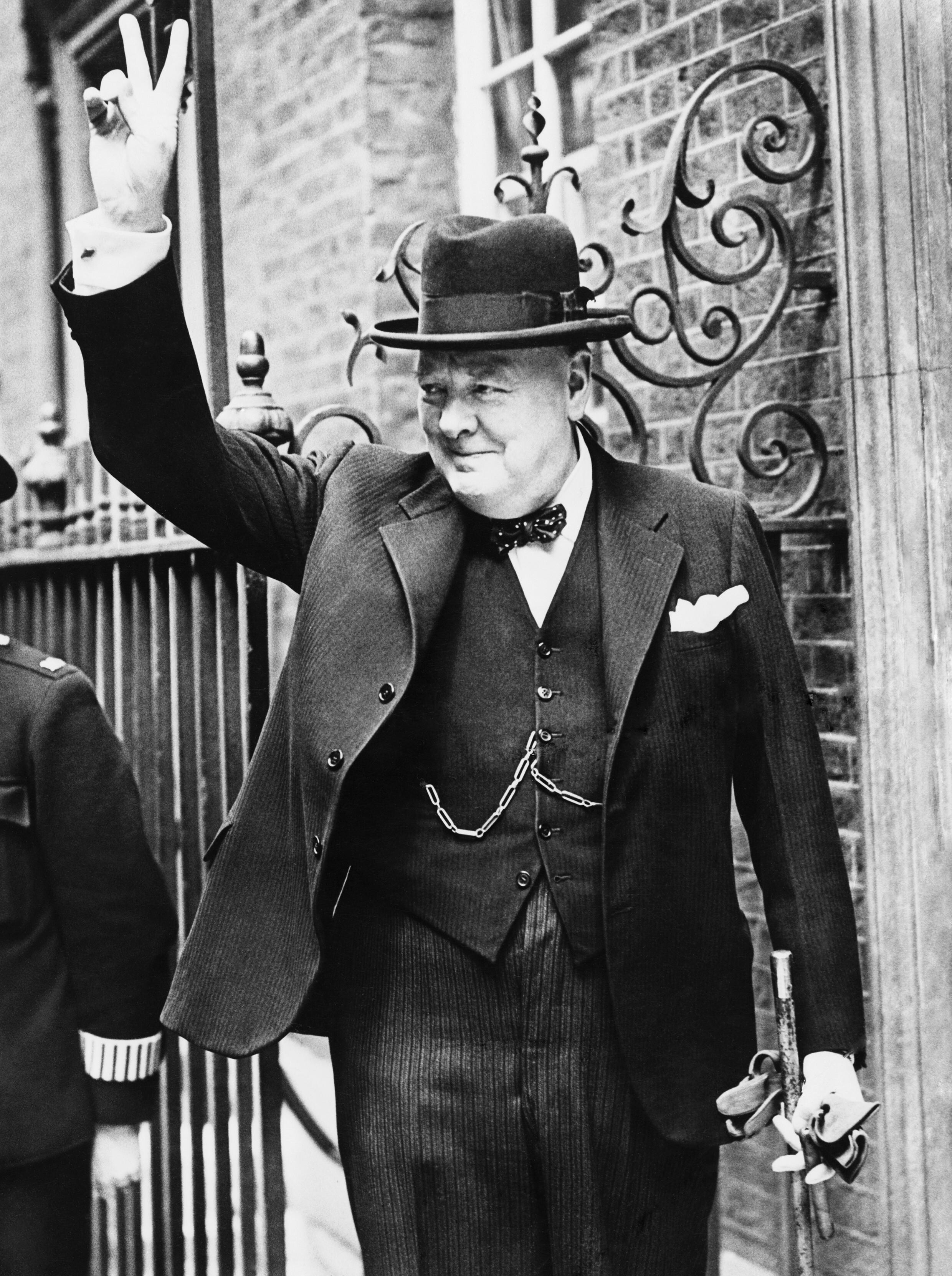
英國首相丘吉爾揮舞著V字手势

於1941年1月14日，前比利時司法部長和英國廣播公司比利時法語廣播頻道總監維克多於廣播中建議比利時人使用「V」字表達勝利（法語：victoire）和自由（荷蘭語：'vrijheid）來號召人們對抗納粹德國。在廣播中，維克多說「佔領者在無限重複地看著這相同的標誌，[將會]意識到自己已被包圍，四周被一群巨大的人民環繞著，他們熱切地等待著敵人第一個軟弱的時刻，期待著敵人的第一次失敗。」。事實上，在維克多廣播數周後，比利時、荷蘭及北部法國均出現了很多「V」字記號。
在這一成功的鼓舞下，英國廣播公司設定了“V代表勝利”計劃，並要求助理新聞編輯道格拉斯·里奇成為計劃主管。里奇建議使用聲音莫爾斯電碼廣播「V」字，並利用擁有相同節奏的貝多芬第5號交響曲頭段作為呼號（呼號錄音ⓘ）。具有諷刺意味的是，貝多芬也是德國人，並且其標題「命運交響曲」暗示了納粹德國的命運已被注定——就是滅亡。英國廣播公司亦建議人們使用維克多建議的V字手势代替「V」字記號。
到了1941年7月，使用「V」字的風氣已經傳播至整個德國佔領區中。於7月19日，溫斯頓·丘吉爾在一次演講中批准了“V代表勝利”計劃。自此，丘吉爾便開始使用V字手势。起初，丘吉爾的V字手势是手背朝外的，後來才改為手背朝內。但在戰後的政治生涯中，丘吉爾卻常以「反V」來侮辱政敵。其他盟國領導人都跟隨丘吉爾使用V字手势。自1942年起，夏爾·戴高樂都會在每次演講前擺出V字手势，直至1969年為止。

### 越南戰爭：勝利與和平

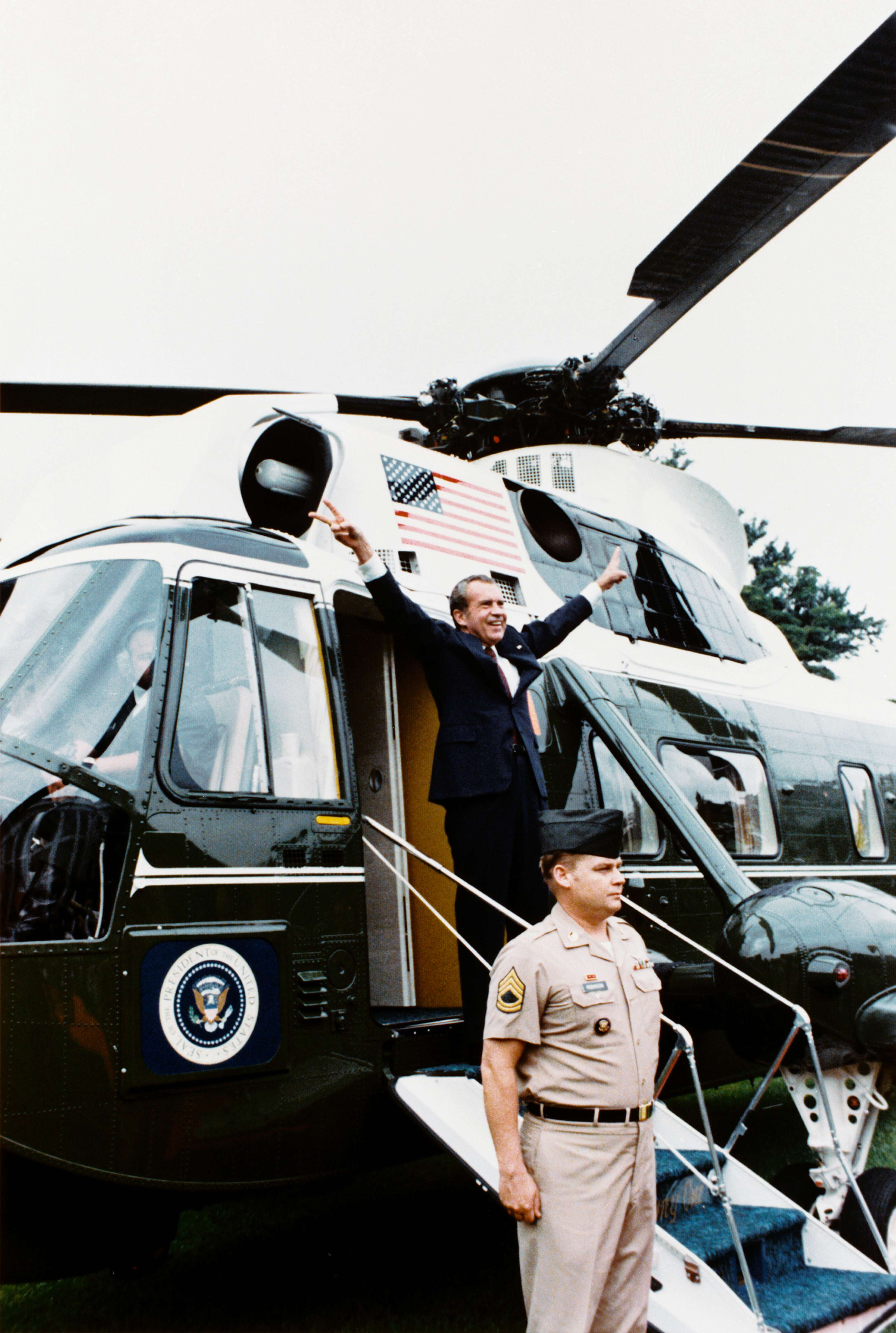
美國總統尼克松於1974年8月9日辭職離開白宮時擺出V字手势

V字手势被抗議美國不停止越南戰爭的遊行人仕使用，並且用來象徵和平。因為當時的嬉皮士不時使用此手势並呼叫「和平」，因此V字手势成為了一個普遍的和平象徵標誌。

## 作為侮辱的V字手势

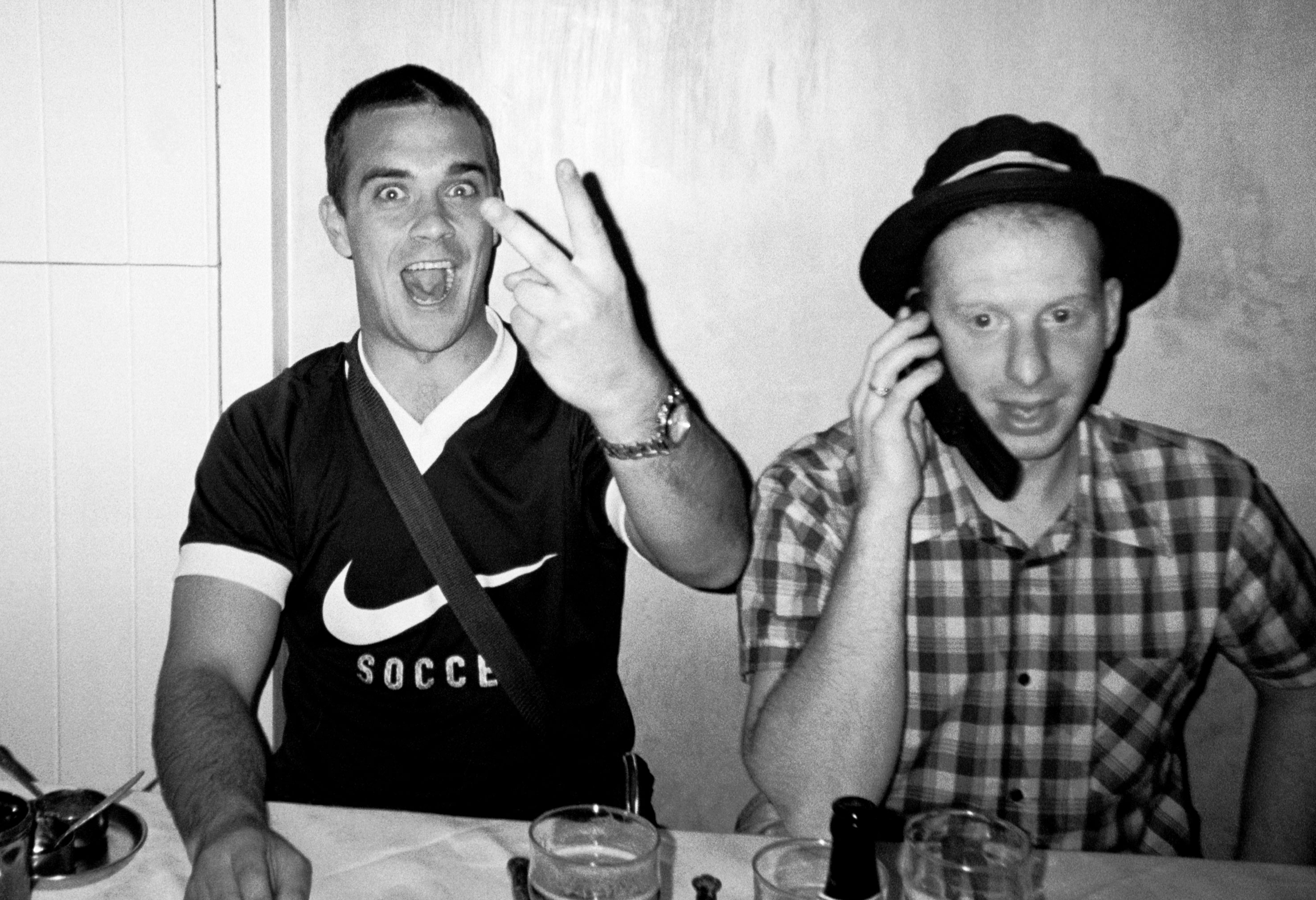
歌手罗比·威廉斯以手心向內的V字手勢作為侮辱。

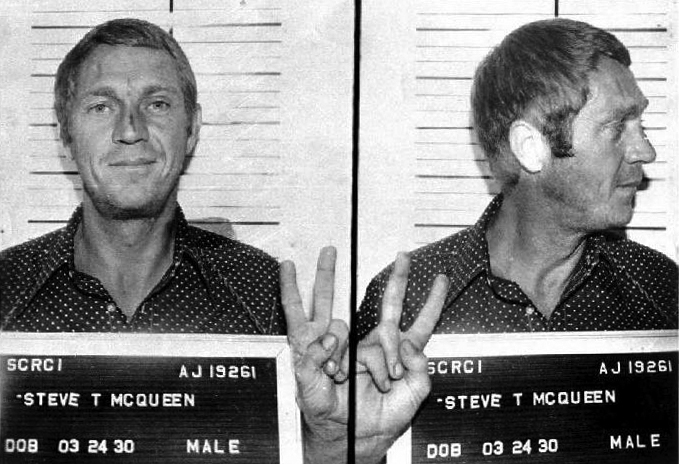
美國演員史提夫·麥昆在因酒後駕車被捕後，於拍攝面部照片時舉起V字手勢

手背朝外的V字手势通常會被視為和豎中指程度相等的侮辱。
在蘇格蘭西部和澳大利亞，由手腕或肘部向上甩手背朝外的V字手势被稱為「兩指敬禮」，是具侮辱性的。而手背朝外的V字手势在英格蘭早已有了具侮辱性的含意。因此，在英國、愛爾蘭、紐西蘭和澳大利亞中，手背朝外的V字手势均被限制使用手背朝外的V字手势經常被用來表示違抗、蔑視或嘲笑。
作為例子，於1990年11月1日，英國《太陽報》 頭版的一篇標題為「去你的，德洛爾」文章旁有一幅穿著印有英國國旗的袖口的手，而那隻手正做著手背朝向讀者的V字手势。《太陽報》的目的是敦促讀者反對歐洲聯盟委員會主席雅克·德洛爾，因為他主張建立一個歐盟中央政府。這篇文章遭到很多讀者投訴，但是英國報業評議會以傳媒在不侵犯英國利益下可以濫俗為由，拒絕受理這些投訴。

## 表情圖示
✌（Unicode：U+270C）是一個象徵和平手勢的繪文字，由食指和中指組成的V字手勢，但習慣上常稱為勝利之手，另外還帶有多種含義。
此外，✌在英國文化中被認為是一種冒犯的象徵，類似於豎中指。

## 外部連結
- V字手势的照片：
  - 戶外的丘吉爾
  - 丘吉爾的勝利手勢
  - 尼克松離開辦公室
  - 帕沃·韋於呂寧
  - Need4Peace
- 新聞中的V字手势：
  - 2002年6月衛報：圖片中的V字手势 （页面存档备份，存于）
  - 2004年6月18日天空新聞：OAP因V字手势罰款100英鎊
  - 2009年4月3日英國廣播公司：蘇格蘭足球運動員因V字手势結束職業生涯 （页面存档备份，存于）
- 都市傳奇參考頁（页面存档备份，存于）